# Washingtònia
Washingtònia (Washingtonia) és un gènere de palmeres, originari del sud-oest dels Estats Units (al sud de Califòrnia, sud-oest d'Arizona) i del nord-oest de Mèxic (al nord de Baixa Califòrnia i Sonora). Les dues espècies de Washingtonia són molt cultivades en jardineria als Estats Units, Orient mitjà, el sud d'Europa i el nord d'Àfrica on s'han hibridat molt entre elles.
Són palmeres de la tribu Corypheae que tenen les fulles palmades no pas pinnades. Les flors es formen en inflorescències denses i els fruits són drupes marronoses de 6-10 mm de diàmetre amb una capa fina de polpa dolça sobre la llavor

## Taxonomia
- Washingtonia filifera (Lindl. ex André) H.Wendl. de 23 m d'alçada amb pecíol de 2 metres de llarg. La inflorescència fa 5 metres de llargada;flors blanques; fruits ovals. Originària del sud-oest dels Estats Units fins a l'extrem nord-oest de Mèxic.
- Washingtonia robusta H.Wendl. De 25 m d'alçada; fulles més menudes, pecíol de fins a un metre de llarg, i folíols també d'un metre de llargada. Inflorescència de 3 m de longitud; flors pàl·lides de color rosat-taronja; fruit esfèric. Nord-oest de Mèxic.

El fruit és comestible, i havia estat usat pels indígenes nord-americans com a aliment secundari. També se'ls mengen els ocells que en dispersen les llavors després de digerir-ne els fruits. Entre els lepidòpters que se n'alimenten hi ha espècies com Paysandisia archon.
Les dues espècies són cultivades com a planta ornamental principalment a Califòrnia però també a Florida, extrem sud-oest de Utah, sud d'Arizona, sud de Nou Mèxic, oest i sud de Texas, la Conca del Mediterrani, parts d'Austràlia i de Hawaii. Malgrat els intents fets, no prospera a llocs més freds com són l'oest d'Oregon i l'estat de Washington, la conca del riu Colúmbia, i les parts de clima més suau del sud de les Illes Britàniques. W. filifera és una palmera força resistent en climes secs i pot aguantar glaçades de fins -15 °C en cas que el sòl i l'aire no sigui massa humit, i les temperatures del vespre no siguin gaire fredes. La intolerància a la humitat afegida al fred perllongat és la principal raó per la qual la Washingtonia filifera no creix bé sota climes temperats marítims. W. robusta és menys sensible a la humitat que la W. filifera, però el fred la perjudica molt més.